# Andrés Gariano
Carlos Andrés Gariano (San Carlos de Bariloche, provincia de Río Negro; 2 de diciembre de 1985) es un árbitro de fútbol argentino, que dirige en la máxima categoría de su país desde 2020. Desde 2025, es árbitro internacional representando a la Argentina.

## Carrera
Debutó en la máxima categoría del fútbol argentino en el partido entre Patronato y Aldosivi por la segunda fecha de la Fase Complementación de la  Copa de la Liga Profesional 2020. En el año 2018 dirigió su primer encuentro en el Torneo Federal A. Estudio el profesorado de Educación Física.

## Estadísticas
| Competición                              | Organizador | Años    | PD  | Amonestado | Prom. | Expulsado | Prom. |
| ---------------------------------------- | ----------- | ------- | --- | ---------- | ----- | --------- | ----- |
| Primera División de Argentina            | AFA         | 2020–   | 30  | 109        | 3,63  | 7         | 0,23  |
| Copa de la Liga Profesional              | AFA         | 2021–   | 20  | 68         | 3,4   | 4         | 0,2   |
| Primera B Nacional                       | AFA         | 2020–   | 101 | 442        | 4,37  | 27        | 0,26  |
| Torneo Federal A                         | AFA         | 2018–   | 27  | 107        | 3,96  | 15        | 0,55  |
| Copa Argentina                           | AFA         | 2020–   | 15  | 73         | 4,87  | 7         | 0,47  |
| Totales                                  | Totales     | Totales | 193 | 799        | 4,14  | 60        | 0,31  |
| Datos actualizados al 2 de enero de 2025 |             |         |     |            |       |           |       |

Fuente: livefutbol.com